# Boss Corporation
Boss (ボス株式会社?, Bosu kabushiki-gaisha) è una casa produttrice di effetti a pedali per chitarra e basso. È una divisione della Roland Corporation, una casa giapponese specializzata nella produzione di equipaggiamento e accessori elettronici musicali. Per molti anni la Boss ha prodotto una vasta gamma di prodotti legati all'effettistica per chitarra, tra cui pedali singoli e doppi, pedali multieffetto, accordatori elettronici e pedaliere. Più recentemente ha esteso il campo di azione alla produzione di digital studios, rhythm machines e altro materiale elettronico.

## Storia
All'inizio degli anni '70 si formò una compagnia sussidiaria di Roland dedicata alla chitarra, originariamente chiamata MEG (Musical Engineering Group). Poiché «Meg» era un nome da ragazza e poteva dissuadere dall'acquisto i chitarristi maschi, si cercò un nome che potesse denotare potenza e professionalità: si scelse così il nome «Boss».
Il primo prodotto Boss, messo in commercio nel 1976, fu chiamato B-100 The Boss. Si trattava di un preamplificatore ed un pickup per amplificare le chitarre acustiche. In realtà era ancora un prodotto Roland, in quanto la Boss non era ancora stata fondata.
Il primo vero e proprio effetto a pedale Boss, prodotto sempre nel 1976, fu chiamoato CE-1 Chorus Ensemble, ritenuto da molti chitarristi e non, il miglior chorus di tutti i tempi tra gli effetti a pedale insieme al pluriosannato chorus/flanger della T.C. Electronics (usato in Shine On You Crazy Diamond da David Gilmour, chitarrista dei Pink Floyd). Si trattava di una unità ad alimentazione elettrica abbastanza grande. Divenne popolare tra gli artisti dell'epoca come Andy Summers e può essere sentito in varie registrazioni.
La primissima serie Boss è formata da:
- CE-1 chorus ensemble
- BF-1 flanger
- DM-1 analog delay
- DB-5 Driver/equalizzatore

## Prodotti

### Pedali per chitarra elettrica

#### Overdrive/distorsione
- OD-1 OverDrive (primo overdrive ad utilizzare il cosiddetto "soft-clipping" che verrà poi copiato dal celebre Tube Screamer di Ibanez)
- SD-1 Super OverDrive
- OD-1X
- JB-2
- HM-2W
- DB-5 Driver
- BD-2 Blues Driver
- DS-1 Distortion
- DS-1W
- BC-2
- DA-2
- DS-1X
- SD-1W
- BD-2
- BD-2W
- DS-2 Turbo Distortion
- OS-2 OverDrive/Distortion
- SD-2
- DF-2
- OD-2
- OD-2R
- ST-2
- FZ-2
- ODB-3
- PW-2
- OD-20
- OD-200
- FB-2
- OD-3 OverDrive
- MD-2 Mega Distortion
- XT-2 Xtortion
- FZ-1W
- TB-2W
- FZ-3
- HM-2 Heavy Metal
- HM-3 Hyper Metal
- MZ-2 Digital Metalizer
- FZ-5 Fuzz
- ML-2 Metal Core
- MT-2 Metal Zone
- MT-2W
- DN-2 Dyna Drive

#### Modulazione
- BF-1 Flanger
- CE-1 Chorus/vibrato Ensemble
- PH-1 Phaser
- PH-1R
- CE-5 Chorus Ensemble
- CH-1 Super Chorus
- CE-2 Chorus
- CE-2W
- CE-2B
- CE-3
- BF-2
- HF-2
- CE-20
- MD-500
- MD-200
- DC-2W
- RT-20
- SL-2
- SL-20
- PN-2
- VB-2
- DC-3
- CEB-3
- PH-3 Phase Shifter
- TR-2 Tremolo
- BF-3 Flanger
- DC-2 Dimension C
- MO-2

#### Riverbero/delay
- DM-1 Analog Delay
- RV-3 Digital Reverb/Delay
- RV-5 Digital Reverb
- DM-2 Delay (analogico)
- DM-3 Delay (analogico)
- DD-2 Digital Delay
- DD-3 Digital Delay
- DD-5 Digital Delay
- DD-6 Digital Delay
- DD-7 Digital Delay
- DD-8 Digital Delay
- DD-3T Digital Delay
- FRV-1 Fender '63 Reverb

#### EQ/tonalità
- SP-1 Spectrum Equalizzatore Monobanda (primissima serie, colore rosso, dimensioni compatte, da collezione)
- TW-1 Touch Wha Wha Wha variabile al tocco (primissima serie, colore beige, dimensioni compatte, da collezione)
- PQ-4 equalizzatore
- AW-3 Dynamic Wah
- GE-7 Equalizer
- AC-2 Acoustic Simulator
- AC-3 Acoustic Simulator
- EQ-20 Graphic Equalizer Processor

#### Pitch shift
- PS-5 Super Shifter
- HR-2
- PS-2
- PS-3
- OC-5
- OC-2
- OC-3 Super Octave
- PS-6 Harmonist

#### Altri
- SG-1 Slow Gear
- CS-1 Compression Sustainer
- CS-2 Compression Sustainer
- CS-1X
- CS-3 Compression Sustainer
- LS-2 Line Selector
- NF-1 Noise Gate
- NS-2 Noise Suppressor
- RC-1
- RC-10R
- RC-505
- RC-600
- RC-202
- RC-2 Loop Station
- RC-3
- RC-5
- RC-500
- RC-30
- RC-50 Loop Station
- TU-2 Chromatic Tuner (accordatore cromatico)
- TU-3 Chromatic Tuner
- TU3-W
- TU-3S

### Pedali doppi per chitarra elettrica
- OD-20 Drive Zone
- CE-20 Chorus Ensemble
- EQ-20 Advanced EQ
- DD-20 Giga Delay
- RC-20XL Loop Station
- RT-20 Rotary Ensemble
- RE-20 Space Echo
- SL-20 Slicer

### Pedali per basso
- ODB-3 Bass Overdrive
- CEB-3 Bass Chorus
- GEB-7 Bass Equalizer
- LMB-3 Bass Limiter Enhancer
- SYB-5 Bass Synthesizer
- BF-2B Bass Flanger (In produzione dal febbraio del 1987 al novembre del 1994, abbastanza raro, di difficile valutazione: alcuni lo vendono a prezzo irrisorio, altri a prezzo elevato)

Alcuni pedali per chitarra possono essere usati anche con i bassi elettrici: CS-3 Compressor-Sustainer, TU-2 e 3 Chromatic Tuner, LS-2 Line Selector, NS-2 Noise Suppressor, BF-3 Flanger, OC-3 Super Octave, AW-3 Dynamic Wah, FBM-1 Fender '59 Bassman, DD-7 Digital Delay (e precedenti), RC-2 Loop Station, PS-5 Super Shifter, CE-20 Chorus Ensemble, DD-20 Giga Delay, RC-20XL Loop Station, RT-20 Rotary Ensemble e SL-20 Slicer.

### Drum machine
- Boss Doctor Rhythm DR-55
- Boss Doctor Rhythm DR-110
- Boss Doctor Rhythm DR-202
- Boss Doctor Rhythm DR-220
- Boss Doctor Rhythm DR-220A
- Boss Doctor Rhythm DR-220E
- Boss Doctor Rhythm DR-550
- Boss Doctor Rhythm DR-660
- Boss Doctor Rhythm DR-670
- Boss Doctor Rhythm DR-770
- Boss Doctor Rhythm DR-880
- Boss Doctor Rhythm DR-3
- Boss Doctor Rhythm DR-5

### Processori multi-effetto
- GT-100 - Amp Effects Processor
- GT-1
- GT-3
- GT-5
- GT-8
- GT-100
- GT-1000
- GX-10
- GX-100
- GT-6
- GT-001
- ME-8
- ME-6
- ME-90
- GT-10 & GT-10B Guitar/Bass Effects Processor
- ME-80 & ME-80B - Guitar and Bass Multiple Effects
- ME-70 & ME-70B - Guitar and Bass Multiple Effects
- ME-50 & ME-50B - Guitar and Bass Multiple Effects
- ME-20 & ME-20B - Guitar and Bass Multiple Effects
- ME-25 - Guitar Multiple Effects
- ME-5     Guitar Multiple Effects
- GT-PRO Guitar Effects Processor (rack)
- RC-50 Loop Station

### Digital studios
- Boss Micro BR 4 track
- Boss BR 532 4 track
- Boss BR 600 8 track
- Boss BR 1200 12 track
- Boss BR 1600 version 2 16 track

## List of Boss compact pedals

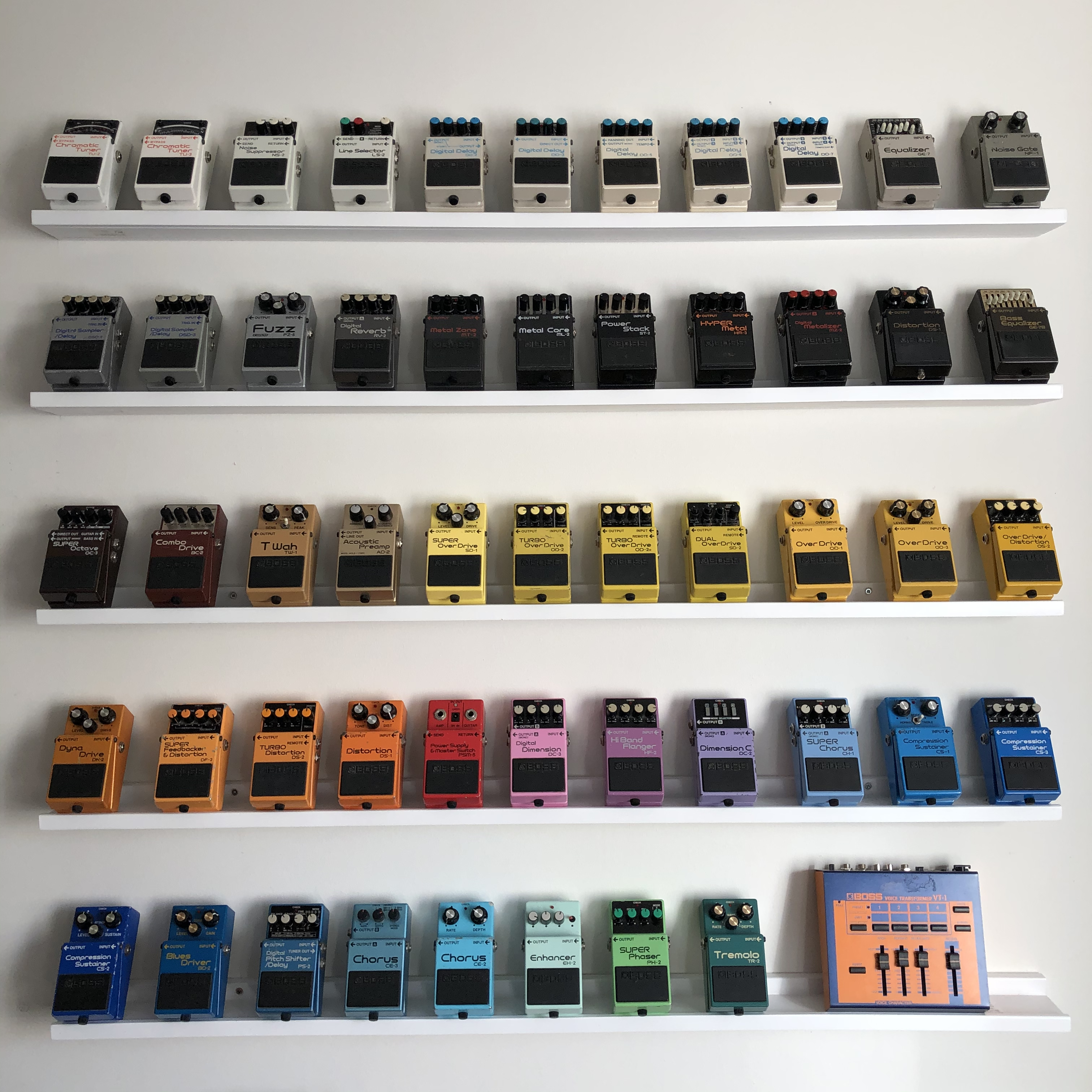
Various BOSS compact pedals

| Model   | Name                                             | Years        | Technology                |
| ------- | ------------------------------------------------ | ------------ | ------------------------- |
| AD-2    | Acoustic Preamp                                  | 2016–present | Digital                   |
| AC-2    | Acoustic Simulator                               | 1997-2005    | Analogue                  |
| AC-3    | Acoustic Simulator                               | 2005–present | Digital COSM modelling    |
| DA-2    | Adaptive Distortion                              | 2013-2014    | Digital MDP processing    |
| JB-2    | Angry Driver                                     | 2017–present | Analogue                  |
| AW-2    | Auto Wah                                         | 1991-1999    | Analogue                  |
| CE-2B   | Bass Chorus                                      | 1987-1994    | Analogue                  |
| CEB-3   | Bass Chorus (analogue version)                   | 1995-2001    | Analogue                  |
| CEB-3   | Bass Chorus (digital version)                    | 2001–present | Digital                   |
| BC-1X   | Bass Comp                                        | 2016–present | Digital MDP processing    |
| BB-1X   | Bass Driver                                      | 2015–present | Digital MDP processing    |
| GE-7B   | Bass Equalizer                                   | 1987-1994    | Analogue                  |
| GEB-7   | Bass Equalizer                                   | 1995–present | Analogue                  |
| BF-2B   | Bass Flanger                                     | 1987-1993    | Analogue                  |
| LM-2B   | Bass Limiter                                     | 1990-1994    | Analogue                  |
| LMB-3   | Bass Limiter Enhancer                            | 1995–present | Analogue                  |
| ODB-3   | Bass Overdrive                                   | 1994–present | Analogue                  |
| PQ-3B   | Bass Parametric Equalizer                        | 1991-1994    | Analogue                  |
| SYB-3   | Bass Synthesizer                                 | 1996-2004    | Digital                   |
| SYB-5   | Bass Synthesizer                                 | 2004–present | Digital                   |
| BD-2    | Blues Driver                                     | 1995–present | Analogue                  |
| BD-2w   | Blues Driver WAZA CRAFT                          | 2014–present | Analogue                  |
| CE-2    | Chorus                                           | 1979-1991    | Analogue                  |
| CE-3    | Chorus                                           | 1982-1989    | Analogue                  |
| CE-5    | Chorus Ensemble (analogue version)               | 1991-2001    | Analogue                  |
| CE-5    | Chorus Ensemble (digital version)                | 2001–present | Digital                   |
| CE-2w   | Chorus WAZA CRAFT                                | 2016–present | Analogue                  |
| TU-2    | Chromatic Tuner                                  | 1998-2010    | Digital                   |
| TU-3    | Chromatic Tuner                                  | 2009–present | Digital                   |
| TU-3w   | Chromatic Tuner WAZA CRAFT                       | 2016–present | Digital                   |
| BC-2    | Combo Drive                                      | 2011-2019    | Digital                   |
| CS-1    | Compression Sustainer                            | 1978-1982    | Analogue                  |
| CS-2    | Compression Sustainer                            | 1981-1988    | Analogue                  |
| CS-3    | Compression Sustainer                            | 1986–present | Analogue                  |
| CP-1X   | Compressor                                       | 2016–present | Digital MDP processing    |
| DM-2    | Delay                                            | 1981-1984    | Analogue                  |
| DM-3    | Delay                                            | 1984-1987    | Analogue                  |
| DM-2w   | Delay WAZA CRAFT                                 | 2015–present | Analogue                  |
| DD-2    | Digital Delay                                    | 1984-1986    | Digital                   |
| DD-3    | Digital Delay                                    | 1986-2019    | Digital                   |
| DD-3T   | Digital Delay                                    | 2019–present | Digital                   |
| DD-5    | Digital Delay                                    | 1995-2002    | Digital                   |
| DD-6    | Digital Delay                                    | 2002-2008    | Digital                   |
| DD-7    | Digital Delay                                    | 2008–present | Digital                   |
| DD-8    | Digital Delay                                    | 2019–present | Digital                   |
| MZ-2    | Digital Metalizer                                | 1987-1992    | Analogue / Digital hybrid |
| PS-2    | Digital Pitch Shifter / Delay                    | 1987-1993    | Digital                   |
| PS-3    | Digital Pitch Shifter / Delay                    | 1994-1999    | Digital                   |
| RV-2    | Digital Reverb                                   | 1987-1989    | Digital                   |
| RV-5    | Digital Reverb                                   | 2002-2015    | Digital                   |
| RV-3    | Digital Reverb / Delay                           | 1994-2002    | Digital                   |
| DSD-2   | Digital Sampler / Delay                          | 1985-1986    | Digital                   |
| DSD-3   | Digital Sampler / Delay                          | 1986-1989    | Digital                   |
| DC-3    | Digital Dimension                                | 1988-1993    | Digital                   |
| DC-3    | Digital Space-D                                  | 1989-1992    | Digital                   |
| DC-2    | Dimension C                                      | 1985-1988    | Analogue                  |
| DC-2w   | Dimension C WAZA CRAFT                           | 2018–present | Analogue                  |
| DS-1    | Distortion                                       | 1978–present | Analogue                  |
| DS-1X   | Distortion                                       | 2014–present | Digital MDP processing    |
| DS-1-4A | Distortion (40th Anniversary Black Edition)      | 2017         | Analogue                  |
| SD-2    | Dual Overdrive                                   | 1993-1998    | Analogue                  |
| DN-2    | Dyna Drive                                       | 2007-2012    | Digital                   |
| FT-2    | Dynamic Filter                                   | 1986-1989    | Analogue                  |
| AW-3    | Dynamic Wah                                      | 2000–present | Digital                   |
| EH-2    | Enhancer                                         | 1990-1998    | Analogue                  |
| GE-7    | Equalizer                                        | 1981–present | Analogue                  |
| FB-2    | Feedbacker / Booster                             | 2011-2015    | Digital                   |
| FBM-1   | Fender '59 Bassman                               | 2007-2013    | Digital COSM modelling    |
| FRV-1   | Fender '63 Reverb                                | 2009-2019    | Digital COSM modelling    |
| FDR-1   | Fender '65 Deluxe Reverb Amp                     | 2007-2013    | Digital COSM modelling    |
| BF-2    | Flanger                                          | 1980-2001    | Analogue                  |
| BF-3    | Flanger                                          | 2002–present | Digital                   |
| FZ-3    | Fuzz                                             | 1997-1999    | Analogue                  |
| FZ-5    | Fuzz                                             | 2007–present | Digital COSM modelling    |
| FZ-1w   | Fuzz WAZA CRAFT                                  | 2021–present | Analogue                  |
| GE-6    | Graphic Equalizer                                | 1978-1981    | Analogue                  |
| HR-2    | Harmonist                                        | 1994-1999    | Digital                   |
| PS-6    | Harmonist                                        | 2010–present | Digital                   |
| HM-2    | Heavy Metal                                      | 1983-1992    | Analogue                  |
| HM-2w   | Heavy Metal WAZA CRAFT                           | 2021–present | Analogue                  |
| HF-2    | Hi Band Flanger                                  | 1985-1993    | Analogue                  |
| FZ-2    | Hyper Fuzz                                       | 1993-1997    | Analogue                  |
| HM-3    | Hyper Metal                                      | 1993-1999    | Analogue                  |
| LM-2    | Limiter                                          | 1987-1991    | Analogue                  |
| LS-2    | Line Selector                                    | 1991–present | Analogue                  |
| RC-1    | Loop Station                                     | 2014–present | Digital                   |
| RC-1-BK | Loop Station (Commemorative Black Edition)       | 2018         | Digital                   |
| RC-2    | Loop Station                                     | 2006-2011    | Digital                   |
| RC-3    | Loop Station                                     | 2011–present | Digital                   |
| RC-5    | Loop Station                                     | 2020–present | Digital                   |
| MD-2    | Mega Distortion                                  | 2001–present | Analogue                  |
| ML-2    | Metal Core                                       | 2007–present | Digital                   |
| MT-2    | Metal Zone                                       | 1991–present | Analogue                  |
| MT-2w   | Metal Zone WAZA CRAFT                            | 2018–present | Analogue                  |
| MT-2-3A | Metal Zone (30th Anniversary Black Edition)      | 2021         | Analogue                  |
| MO-2    | Multi Overtone                                   | 2013–present | Digital MDP processing    |
| NF-1    | Noise Gate                                       | 1979-1982    | Analogue                  |
| NS-2    | Noise Suppressor                                 | 1987–present | Analogue                  |
| OC-2    | Octaver                                          | 1982-1984    | Analogue                  |
| OC-2    | Octave                                           | 1984-2003    | Analogue                  |
| OC-5    | Octave                                           | 2020–present | Analogue / Digital hybrid |
| OD-1    | Overdrive                                        | 1977-1988    | Analogue                  |
| OD-1X   | Overdrive                                        | 2014–present | Digital MDP processing    |
| OD-3    | Overdrive                                        | 1997–present | Analogue                  |
| OS-2    | Overdrive / Distortion                           | 1990–present | Analogue                  |
| PQ-4    | Parametric Equalizer                             | 1991-1996    | Analogue                  |
| PH-3    | Phase Shifter                                    | 2000–present | Digital                   |
| PH-1    | Phaser                                           | 1977-1981    | Analogue                  |
| PH-1R   | Phaser                                           | 1980-1985    | Analogue                  |
| PW-2    | Power Driver                                     | 1996-1997    | Analogue                  |
| ST-2    | Power Stack                                      | 2010–present | Digital                   |
| PSM-5   | Power Supply & Master Switch                     | 1982-1999    | Analogue                  |
| RV-6    | Reverb                                           | 2015–present | Digital                   |
| SG-1    | Slow Gear                                        | 1979-1982    | Analogue                  |
| RE-2    | Space Echo                                       | 2022–present | Digital COSM modelling    |
| SP-1    | Spectrum                                         | 1977-1981    | Analogue                  |
| CH-1    | Super Chorus (analogue version)                  | 1989-2001    | Analogue                  |
| CH-1    | Super Chorus (digital version)                   | 2001–present | Digital                   |
| DF-2    | Super Distortion & Feedbacker                    | 1984-1985    | Analogue                  |
| DF-2    | Super Feedbacker & Distortion                    | 1985-1993    | Analogue                  |
| OC-3    | Super Octave                                     | 2003–present | Digital                   |
| SD-1    | Super Overdrive                                  | 1981–present | Analogue                  |
| SD-1w   | Super Overdrive WAZA CRAFT                       | 2014–present | Analogue                  |
| SD-1-4A | Super Overdrive (40th Anniversary Black Edition) | 2021         | Analogue                  |
| PH-2    | Super Phaser                                     | 1984-2000    | Analogue                  |
| PS-5    | Super Shifter                                    | 1999-2010    | Digital                   |
| SY-1    | Synthesizer                                      | 2019–present | Digital                   |
| TW-1    | Touch Wah                                        | 1978-1981    | Analogue                  |
| TW-1    | T Wah                                            | 1981-1988    | Analogue                  |
| TE-2    | Tera Echo                                        | 2013–present | Digital MDP processing    |
| TB-2w   | Tone Bender WAZA CRAFT                           | 2021         | Analogue                  |
| TR-2    | Tremolo                                          | 1997–present | Analogue                  |
| PN-2    | Tremolo / Pan                                    | 1990-1993    | Analogue                  |
| DS-2    | Turbo Distortion                                 | 1987–present | Analogue                  |
| OD-2    | Turbo Overdrive                                  | 1985-1994    | Analogue                  |
| OD-2R   | Turbo Overdrive                                  | 1994-1999    | Analogue                  |
| VB-2    | Vibrato                                          | 1982-1984    | Analogue                  |
| VB-2w   | Vibrato WAZA CRAFT                               | 2016–present | Analogue                  |
| VO-1    | Vocoder                                          | 2016–present | Digital                   |
| XT-2    | Xtortion                                         | 1996-1998    | Analogue                  |